# Resolution 132 des UN-Sicherheitsrates
Die Resolution 132 des UN-Sicherheitsrates ist eine Resolution, die der Sicherheitsrat der Vereinten Nationen in der 848. Sitzung am 7. September 1959 beschloss.

## Inhalt
Es wurde die Einsetzung eines Unterausschusses, dem Argentinien, Italien, Japan und Tunesien angehörten, beschlossen und er beauftragt ihn, die vor dem Rat abgegebenen Erklärungen zu Laos zu prüfen und weitere Erklärungen und Dokumente entgegenzunehmen sowie Anfragen zu stellen und dem Rat so bald wie möglich Bericht zu erstatten. Es war die einzige Resolution, die der Sicherheitsrat 1959 verabschiedete.
Laos hatte zuvor Truppen aus Nordvietnam beschuldigt, seine gemeinsame Grenze zu überschreiten und militärische Angriffe gegen Laos zu unternehmen; der Präsident des Sicherheitsrates berief dringend eine Sitzung ein.

## Abstimmungsergebnis
Resolution 132 wurde mit zehn Stimmen gegen eine Gegenstimme aus der Sowjetunion angenommen.
Der Unterausschuss kam zu dem Schluss, dass die Übergänge Guerilla-Charakter hatten und nicht eindeutig festgestellt werden konnte, dass nordvietnamesische Truppen verantwortlich waren.